# Nokia 6.1 Plus
Nokia X6又名Nokia 6.1 Plus，是一款运行Android操作系统的诺基亚品牌中高端智能手机。于北京时间2018年5月16日14:00在北京三里屯发布。

## 规格

### 硬件
Nokia X6由高通骁龙636中央处理器驱动，分三种规格：「4GB RAM + 32GB ROM」、「4GB RAM + 64GB ROM」、「6GB RAM + 64GB ROM」。除了内存和存储空间外，其他硬件参数没有差异。
显示面板为5.8英寸19:9FHD液晶屏，分辨率为2280×1080。
后置摄像头和前置摄像头均为1600万像素。

### 网络频段
中国大陆行货：CDMA BC0,GSM B5,GSM B8,GSM B3,GSM B2,TD-SCDMA B39,TD-SCDMA B34,WCDMA B5,WCDMA B8,WCDMA B2,WCDMA B1,FDD-LTE B1,FDD-LTE B3,TD-LTE B38,TD-LTE B39,TD-LTE B40,TD-LTE B41,FDD-LTE B5,FDD-LTE B8,TD-LTE B34

### 软件
这款手机搭载了Android 8.1操作系统，并且其开发商HMD承诺Nokia X6将成为首批升级Android P的手机。

## 发布历史
2018年4月14日左右，有网友爆料，在影院看到了Nokia X的广告，广告还显示该机将于4月27日发布。
2018年4月24日，国家3C认证网站上出现了HMD的新机，型号包括TA-1099和TA-1109，支持中国移动的TD-LTE网络，还有一些充电信息。有媒体指，即将要发布的Nokia X6可能是又是一款HMD发起的NOKIA复刻版手机。TA-1109后被证实为Nokia X5。

据悉，Nokia X6并不是旗舰机，而是一款中端手机，有消息称，Nokia X6搭载5.8英寸19:9屏幕，配置骁龙636、6GB内存，还有联发科P60、4GB内存版，后背板或采用玻璃材质，配备竖列双摄镜头，两款机型都将搭载Android 8.0 Oreo系统。售价分别为1800元和1600元左右。不过仅过了一天（4月25日），Nokia X6的渲染图就流传到网上。而在当天晚上，诺基亚中国在社交平台宣布：
2005年4月27日，Nokia N系列亮相，拥有一部在手中就足以自带光环。13年后的这天，在三里屯，猜猜小诺有会有什么新动作？4月27日至5月2日，在三里屯，等你“箱”见。
2018年4月27日到5月2日，诺基亚在北京举办了Nokia X6新品开箱见活动，也已经展示了Nokia X新品（或叫Nokia X6）手机。从网友拍摄的图片来看，Nokia X真机与此前曝光的渲染图大体一致，该机采用异形全屏（俗称“刘海屏”），刘海比较小，下巴也比较窄，带有Nokia的logo，手机还搭载后置双摄和指纹识别，机身整体偏圆润，后壳采用玻璃材质。之后，诺基亚宣布Nokia X6将在5月16日正式发布。
2018年5月10日，有媒体发现诺基亚一款型号为TA-1099的新机型已经在工信部入网。从工信部入网信息来看，这款手机就是诺基亚将要发布的全屏手机Nokia X。 根据工信部信息，Nokia X将会配备一块分辨率为2280×1080的5.8英寸显示屏，电池容量为3000mAh，CPU主频为1.8GHz，内存方面则有3、4、6GB三种规格，手机存储空间有32、64GB，最大支持128GB扩展，运行Android 8.1系统，双1600万像素后置摄像头。
2018年5月14日，网上曝光了一组Nokia X新品手机的宣传图，其中就曝光了Nokia X新品手机的参数以及名字，甚至还有Nokia X6手机的价格，称将从人民幣1499元起步。
2018年5月16日下午，HMD在北京正式发布了Nokia X6手机，搭载高通骁龙636处理器，4GB+32GB存储空间版售价1299元，6GB+64GB存储空间版售价1699元，4GB+64GB存储空间版售价1499元。